# Ryo Miyake
Ryo Miyake –en japonés, 三宅 諒, Miyake Ryō– (Ichikawa, 24 de diciembre de 1990) es un deportista japonés que compitió en esgrima, especialista en la modalidad de florete.
Participó en los Juegos Olímpicos de Londres 2012, obteniendo una medalla de plata en la prueba por equipos (junto con Kenta Chida, Yuki Ota y Suguru Awaji). Ganó una medalla de bronce en el Campeonato Mundial de Esgrima de 2010, en la misma prueba.

## Palmarés internacional
| Juegos Olímpicos   | Juegos Olímpicos      | Juegos Olímpicos  | Juegos Olímpicos    |
| Año                | Lugar                 | Medalla           | Prueba              |
| ------------------ | --------------------- | ----------------- | ------------------- |
| 2012               | Londres (Reino Unido) | Medalla de plata  | Florete por equipos |
| Campeonato Mundial |                       |                   |                     |
| Año                | Lugar                 | Medalla           | Prueba              |
| 2010               | París (Francia)       | Medalla de bronce | Florete por equipos |